# August Becker
August Becker (17. august 1900 – 31. december 1967) var 1933-1945 oberstløjtnant (Obersturmbannführer) i SS og kemiker i RSHA. Han hjalp med at tegne varevogne med indbyggede gaskamre, der blev anvendt til nazisternes massemord på jøder i Aktion T4 og Einsatzgruppen i de besatte dele af Sovjetunionen. Hans rolle var at levere vigtigt teknisk support, men ved en lejlighed havde han bevisligt gasset omkring 20 mennesker.